# حسینیه المهدی

حسینیه المهدی بر فراز مهدی‌شهر

حسینیه المهدی یکی از مشهورترین بنای‌های شهر مهدی‌شهر، مرکز شهرستان مهدی‌شهر است. 
اهمیت این مسجد جدای از معماری ویژه، جنبه‌های گردشگری، سیاسی و اجتماعی آن است. این مسجد پیش و پس از انقلاب ۵۷ آبستن حوادث بسیاری بوده‌است. موقعیت این حسینیه به گونه‌ای است که از تمامی نقاط شهر قابل مشاهده‌است. هم‌اکنون از حسینیه المهدی به عنوان نماد شهرستان مهدیشهر استفاده می‌گردد.

## اقامه اولین نماز جمعه استان سمنان در مسجد المهدی
اولین نماز جمعه استان سمنان در مهدیشهر اقامه شد که این حسینیه میزبان این رویداد بوده‌است. 

## نگارخانه

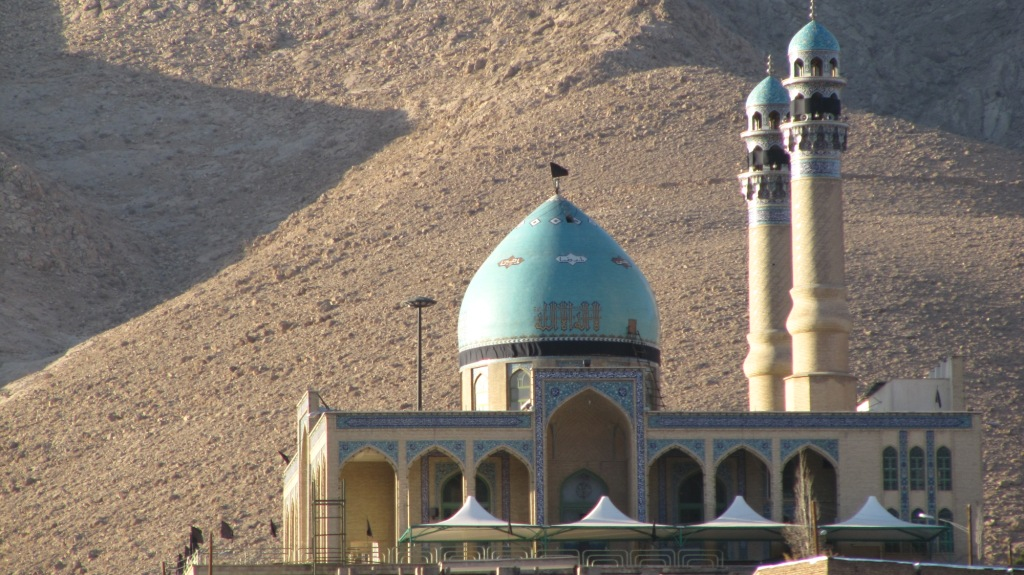
نگاره از حسینیه المهدی، عکس از بلوار انقلاب مهدیشهر
نمایی از حسینیه المهدی
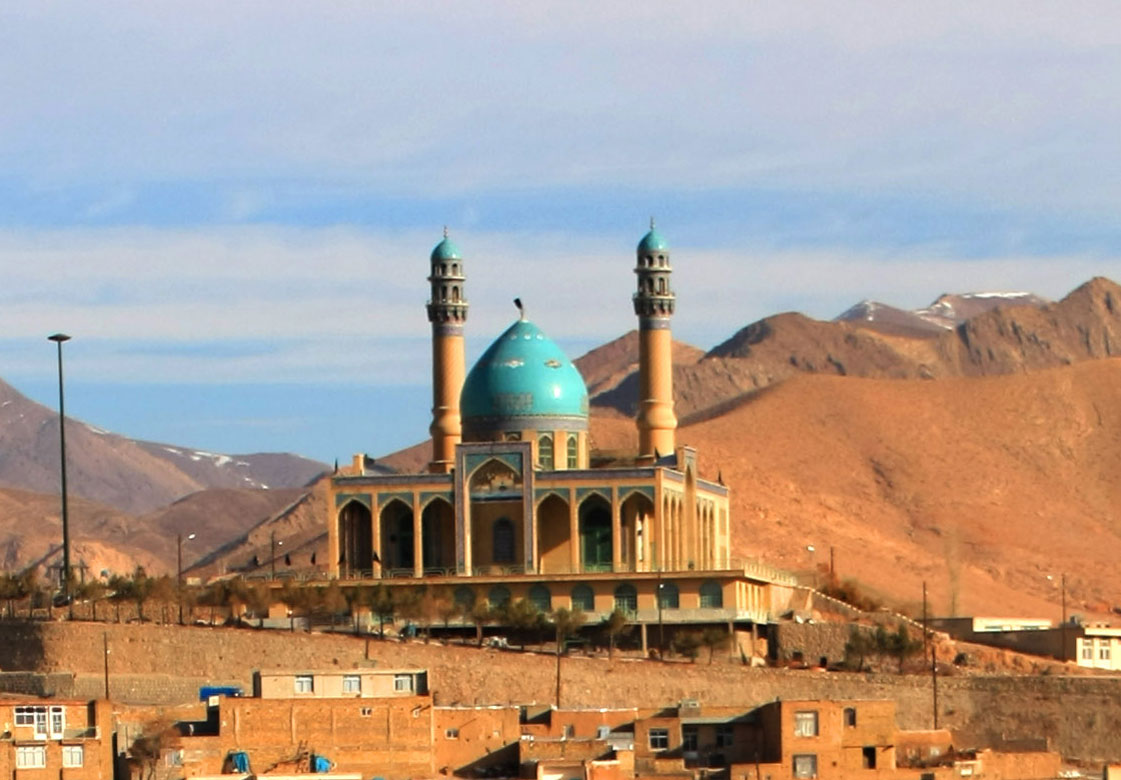
حسینیه المهدی